# Cymonomidae
Famille
Les Cymonomidae sont une famille de crabes. Elle comprend une quarantaine d'espèces actuelles et une fossile dans cinq genres.

## Liste des genres
- Curupironomus Tavares, 1993
- Cymonomoides Tavares, 1993
- Cymonomus A. Milne-Edwards, 1880
- Cymopolus A. Milne-Edwards, 1880
- Elassopodus Tavares, 1993

## Référence
- Bouvier, 1897 : Sur la classification, les origines et la distribution des Crabes de la famille des Dorippidés. Bulletin de la Société philomathique de Paris, ser. 8, vol. 9, p. 54–70.

## Sources
- Ng, Guinot & Davie, 2008 : Systema Brachyurorum: Part I. An annotated checklist of extant brachyuran crabs of the world. Raffles Bulletin of Zoology Supplement, n. 17, p. 1–286.
- De Grave & al., 2009 : A Classification of Living and Fossil Genera of Decapod Crustaceans. Raffles Bulletin of Zoology Supplement, n. 21, p. 1-109.